# Madeleine Mantock
Madeleine Mantock (Nottingham, 26 maggio 1990) è un'attrice britannica.
Nel 2018 entra a far parte del cast di Streghe nel ruolo della prescelta Macy Vaughn.

## Biografia
È conosciuta per i suoi ruoli in Casualty, The Tomorrow People ed Edge of Tomorrow - Senza domani.

## Filmografia

### Cinema
- Edge of Tomorrow - Senza domani (Edge of Tomorrow), regia di Doug Liman (2014)
- The Truth Commissioner, regia di Declan Recks (2018)
- Breaking Brooklyn, regia di Paul Breker (2017)

### Televisione
- Casualty – serie TV, 36 episodi (2011-2012)
- The Tomorrow People – serie TV, 22 episodi (2013-2014)
- Lee Nelson's Well Funny People – serie TV, 1 episodio (2013)
- Into the Badlands – serie TV, 16 episodi (2015-2017)
- Age Before Beauty – miniserie TV, 6 puntate (2018)
- Streghe (Charmed) – serie TV, 59 episodi (2018-2021)

## Doppiatrici italiane
Nelle versioni in italiano dei suoi lavori, Madeleine Mantock è stata doppiata da:
- Letizia Scifoni in The Tomorrow People, Into the Badlands
- Joy Saltarelli in Streghe